# Eric Fletcher, Baron Fletcher
Eric George Molyneux Fletcher, Baron Fletcher Kt PC (* 26. März 1903; † 9. Juni 1990) war ein britischer Politiker der Labour Party, der 25 Jahre lang Abgeordneter des House of Commons war und 1970 aufgrund des Life Peerages Act 1958 als Life Peer Mitglied des House of Lords wurde.

## Leben

### Solicitor und Unterhausabgeordneter
Fletcher, dessen Vater Stadtschreiber von Islington war, absolvierte nach dem Besuch des Radley College ein Studium der Rechtswissenschaften an der Universität London. Nach Abschluss des Studiums war er seit 1925 als Solicitor sowie seit 1940 als Partner in der bei der Anwaltskammer von Gray’s Inn zugelassenen Anwaltskanzlei Denton Hall & Burgin tätig und spezialisierte sich auf Fragen zum Völkerrecht sowie zum Internationalen Privatrecht. Daneben verfasste er Fachbücher zur Verfassungstheorie von Albert Venn Dicey sowie Kurzbiografien über den Universalgelehrten John Selden und den Mönch Benedict Biscop.
Seine politische Laufbahn begann er Mitte der 1930er Jahre in der Kommunalpolitik, als er 1934 zum Mitglied des London County Council (LCC) gewählt wurde, und in diesem bis 1949 den Stimmbezirk Islington South vertrat.
Bei den Unterhauswahlen am 5. Juli 1945 wurde Fletcher als Kandidat der Labour Party im Wahlkreis Islington East erstmals als Abgeordneter in das House of Commons gewählt, wobei es ihm gelang die bisherige Wahlkreisinhaberin der Conservative Party Thelma Cazalet-Keir deutlich zu schlagen. Während Thelma Cazalet-Keir 9960 Stimmen und 34,5 Prozent erhielt, und damit im Vergleich zur Wahl vom 14. November 1935 18 Prozentpunkte verlor, erreichte Fletcher 18.936 Wählerstimmen sowie 65,5 Prozent. Am 5. April 1949 wurde er zu einem der Mitglieder der Kommission für das Public Loans Work Act 1946 für eine vierjährige Amtszeit bis zum 1. April 1953 ernannt.
Bei den folgenden Wiederwahlen errang er deutliche absolute Mehrheiten und gehörte dem Unterhaus bis zu den Unterhauswahlen am 18. Juni 1970 annähernd 25 Jahre lang an. 1962 wurde er auch Mitglied der Versammlung der Church of England.

### Minister und Oberhausmitglied
Nach dem Wahlsieg der Labour Party bei den Unterhauswahlen vom 15. Oktober 1964 wurde Fletcher von Premierminister Harold Wilson zum Minister ohne Geschäftsbereich (Minister without Portfolio) berufen. Nachdem es nach den Wahlen vom 31. März 1966 zu einer Regierungsumbildung kam, schied er aus dem Kabinett aus und wurde stattdessen am 21. April 1966 Stellvertretender Unterhaussprecher (Deputy Speaker) sowie zugleich Vorsitzender des einflussreichen Ausschusses für Wege und Mittel (Chairman of Ways and Means). 1967 wurde er darüber hinaus Privy Councillor (PC).
Nach seinem Ausscheiden aus dem Unterhaus wurde Fletcher durch ein Letters Patent vom 9. Juli 1970 als Life Peer mit dem Titel Baron Fletcher, of Islington in Greater London, Mitglied des House of Lords und gehörte diesem bis zu seinem Tod auf den Tag genau 19 Jahre und elf Monate an. Seine Einführung (Introduction) erfolgte am 16. Juli 1970 mit Unterstützung durch Gerald Gardiner, Baron Gardiner und Frank Soskice, Baron Stow Hill.
Zeitweilig wirkte er auch als Mitglied des Senats der Universität London sowie als Gouverneur der London School of Economics and Political Science (LSE) und des Birkbeck College. Darüber hinaus war er Vize-Vorsitzender der Filmproduktionsgesellschaft British International Pictures.

## Veröffentlichungen
- The Carrier’s Liability. Thesis, Etc, London 1932
- The Students’ Conflict of Laws: Being an Introduction to the Study of Private International Law, Based on Dicey, Mitautor Leslie Burgin, Stevens and Sons, Limited, 1934
- John Selden, 1584-1654, 1969
- Benedict Biscop, J. & P. Bealls, Newcastle Upon Tyne, 1981